# Gierłoż (Ostróda)
Gierłoż (deutsch Görlitz) ist ein Ort in der polnischen Woiwodschaft Ermland-Masuren. Er gehört zur Gmina Ostróda (Landgemeinde Osterode in Ostpreußen) im Powiat Ostródzki (Kreis Osterode in Ostpreußen).

## Geographische Lage
Gierłoż liegt am Grießlerbach (auch: Grießeler Fließ, polnisch: Gizela, auch: Gryźlina) im Westen der Woiwodschaft Ermland-Masuren, nur wenige hundert Meter nördlich des zur Gmina Lubawa (Landgemeinde Löbau in Westpreußen) gehörenden Dorfes Gierłoż Polska (Groß Görlitz, 1942 bis 1945 Großgörlitz). Bis zur Kreisstadt Ostróda (deutsch Osterode in Ostpreußen) sind es 16 Kilometer in nordöstlicher Richtung. Südlich von Gierłoż bildete der Bach einst die Grenze zwischen den Provinzen Ostpreußen und Westpreußen, die von 1920 bis 1939 Staatsgrenze zwischen dem Deutschen Reich und Polen war.

## Geschichte
Girlosse – nach 1437 Gorlize, nach 1577 Preußisch Görlitz, ab 1914 Görlitz (ohne Zusatzbezeichnung) genannt – wurde im Jahre 1437 erstmals urkundlich erwähnt. Bis 1945 bestand hier eine Domäne des Preußischen Staates, und zugehörig waren die Ortsteile Forsthaus Alt Görlitz (polnisch Stara Gierłoż) und Forsthaus Neu Görlitz (Nowa Gierłoż).
Im Jahre 1874 kam Görlitz zum neu errichteten Amtsbezirk Röschken (polnisch Reszki) im Kreis Osterode in Ostpreußen, der bis 1945 bestand und zum Regierungsbezirk Königsberg (ab 1905: Regierungsbezirk Allenstein) der preußischen Provinz Ostpreußen gehörte. Im Jahre 1910 zählte der damalige Gutsbezirk Preußisch Görlitz 128 Einwohner.
Am 30. August 1928 schlossen sich die Gutsbezirke Liebemühl, Forst (= Försterei Görlitz) und Görlitz zur neuen Landgemeinde Görlitz zusammen. Die Einwohnerzahl dieser so formierten Gemeinde belief sich 1933 auf 192 und 1939 auf 149. Letztere lebten in 38 Haushalten. Hundert   waren in der Land- und Forstwirtschaft und elf in Industrie und Handwerk tätig.
In Kriegsfolge wurde 1945 das gesamte südliche Ostpreußen an Polen abgetreten. Görlitz erhielt die polnische Namensform „Gierłoż“ und ist heute – mit dem Sitz eines Schulzenamtes (polnisch Sołectwo) eine Ortschaft im Verbund der Landgemeinde Ostróda (Osterode i. Ostpr.) im Powiat Ostródzki (Kreis Osterode in Ostpreußen), bis 1998 der Woiwodschaft Olsztyn, seither der Woiwodschaft Ermland-Masuren mit Sitz in Olsztyn (Allenstein) zugehörig.

## Kirche
Bis 1945 war Görlitz in die evangelische Kirche Leip (polnisch Lipowo) in der Kirchenprovinz Ostpreußen der Kirche der Altpreußischen Union, außerdem in die römisch-katholische Kirche Marienfelde (polnisch Glaznoty) eingepfarrt.
Heute gehört Gierłoż zur evangelisch-methodistischen Kirche Lipowo im Okręg Mazurski (Bezirk Masuren) bzw. zur evangelisch-augsburgischen Kirche Ostróda in der Diözese Masuren, und außerdem zur katholischen Kirche in Reszki (Röschken) im Erzbistum Ermland.

## Verkehr
Gierłoż liegt an einer Nebenstraße, die bei Samborowo ((Königlich) Bergfriede) von der Landesstraße 16 abzweigt und bis nach Zielkowo (Zielkau, 1942 bis 1945 Schilkendorf) führt. Eine Bahnanbindung besteht nicht.